# La caja
La caja és una pel·lícula tragicòmica espanyola estrenada en 2007. Escrita i dirigida pel novell Juan Carlos Falcón, està inspirada en la novel·la de Víctor Ramírez Nos dejaron el muerto, ambientada a les Illes Canàries durant la dècada de 1960.

## Argument
En un poble mariner de Canàries, l'odiat don Lucio mor inesperadament i la seva vídua, Eloísa, no té espai a la seva casa per a vetllar-lo. La seva veïna Isabel serà qui carregui amb el mort i, mentre la vídua oblida les seves penes, tots els veïns passaran per la vetlla per a ajustar els seus comptes pendents amb el difunt. Els esdeveniments prenen un nou rumb i successos impensables esdevenen en la vida d'aquests veïns després de la mort de don Lucio. Els més importants: reneix l'amor i la llibertat.

## Repartiment
- Ángela Molina (Eloísa)
- Elvira Mínguez (Isabel)
- Antonia San Juan (Benigna)
- Vladimir Cruz (Jorge)
- María Galiana (doña Josefa)
- Manuel Manquiña (Jerónimo)
- Joan Dalmau (Ignacio)
- Jordi Dauder (Viviano)
- María del Carmen Sánchez (Leonora)
- Petite Lorena (Concha)
- Miguel Mota (Metodio)
- Borja González (niño Víctor)
- Rogério Samora (Gabriel)
- José Manuel Cervino (Funerario)

## Festivals i premis
- Premi del Públic - Festival Internacional de Cinema de Las Palmas de Gran Canària[2]
- Premi al Millor Llargmetratge - Festival Internacional EuropaCinema de Viareggio
- Premis Falcó d'Or a la Millor Pel·lícula i Millor Actriu -Ángela Molina i Elvira Mínguez- Eivissa&Formentera International Film Festival[3]
- Premi a la Millor Actriu -Elvira Mínguez- al Festival de Peníscola
- Premi a la Millor Pel·lícula, Millor Direcció i Millor Actriu -Elvira Mínguez- en el Festival de Cinema de Lorca
- Premi Zenith d'Or a la Millor Òpera Prima al Festival Internacional de Cinema de Mont-real[4]
- Premis al Millor Llargmetratge i a la Millor Música Original - Festival de Cinema d'Espanya de Tolosa de Llenguadoc[5]